# Коваленко Олексій Григорович
Олексій Григорович Коваленко (народився 27 березня 1938 в смт. Дігтярі Срібнянського району Чернігівської області.) — український вчений-вірусолог.

## З життєпису
Живе і працює в Києві. Провідний науковий співробітник, керівник відділу вірусів рослин Інституту мікробіології і вірусології ім. Д. К. Заболотного НАН України. Доктор біологічних наук, професор. Напрямки наукової діяльності: екологія вірусів, вірусний патогенез та імунологія рослин, інгібітори вірусів та індуктори вірусостійкості біологічного походження; технологі новітніх засобів захисту рослин, відбору біопрепаратів, створення матеріалів для наноелектороніки і наномедицини.
Автор понад 300 наукових робіт і винаходів, трьох монографій (в співавторстві).
Автор трьох збірок віршів: «Предчувствие весны», «Долі клич», «На відстані».
Член Товариства мікробіологів України ім, С. М. Вернадського